# 이기작
이기작(二期作)은 같은 작물을 같은 밭에 심어 1년에 두번 재배하는 것이다. 4계절의 차가 있어 작물의 생육기간이 제한된 온대지방에서는 조생재배와 만생재배를 동시에 하는 형태가 된다.

## 벼의 이기작
동남아시아에서는 쉽게 이기작이 이뤄지며, 타이완, 중국 남부 에서는 이기작이 가능하다. 최근에는 지구온난화에 따라 대한민국과 일본에서 이기작 연구가 진행 중이다. 일본에서는 따뜻한 오키나와현, 가고시마현 등에서 이기작이 가능하다
대한민국에서는 과거 우장춘이 한국에서 이기작 연구를 하였으며, 2009년 농촌진흥청에서 이기작에 도전하였다. 일기작이 주로 이루어진 환경에서 이기작을 하면 조기벼는 여름에 햅쌀로 고가에 팔수 있다.

## 같이 보기
- 이모작